# Коміджан (шагрестан)
Коміджан (перс. كميجان) — шагрестан в Ірані, в остані Марказі. За даними перепису 2006 року, його населення становило 45296 осіб, які проживали у складі 11539 сімей.

## Бахші
До складу шагрестану входять такі бахші: 
- Міладжерд
- Центральний